# Spirostreptus caudiculatus
Spirostreptus caudiculatus är en mångfotingart som beskrevs av Karsch 1881. Spirostreptus caudiculatus ingår i släktet Spirostreptus och familjen Spirostreptidae. Inga underarter finns listade i Catalogue of Life.